# Kaspars Gorkšs
Kaspars Gorkšs (Riga, 6 november 1981) is een Lets voetballer die de zomer van 2017 uitkomt voor Riga FC. In het verleden was hij actief voor diverse clubs uit zijn vaderland en Engeland. Daarnaast is hij de aanvoerder van het Lets voetbalelftal.
Gorkšs heeft de UEFA-managmentopleiding Executive Master for International Players (MIP) gedaan.

## Erelijst
Queens Park Rangers
- Football League Championship

2011
 Reading
- Football League Championship

2012